# 劉望
劉 望（りゅう ぼう、? - 23年）は、中国の新代の武将、政治家。『後漢書』劉玄伝などでは「劉望」、『漢書』王莽伝は「劉聖」と記しているが、より新たな史書である『後漢書』の表記を本記事では採用する。

## 事跡
| 姓名         | 劉望（一説に劉聖）                              |
| 時代         | 新代                                            |
| 生没年       | 生年不詳 - 23年（更始1年）                      |
| 字・別号     | 〔不詳〕                                        |
| 出身地       | 南陽郡?                                         |
| 職官         | 〔不詳〕                                        |
| 爵位・号等   | 鍾武侯〔新〕→皇帝〔自称〕                       |
| 陣営・所属等 | 王莽→〔独立勢力〕                               |
| 家族・一族   | 祖父：劉度?、父：劉則? 伯父：劉宣?、従兄：劉覇? |

新末の群雄の一人。元々は漢室の宗族に連なる鍾武侯であった。
更始元年（23年）6月に、新の主力部隊が潁川郡昆陽（現在の河南省平頂山市葉県）で劉秀（後の光武帝）により殲滅されると、その間隙を突く形で劉望も挙兵し、汝南郡の各県を攻略した。この時、昆陽の戦いで敗北した新の納言将軍荘尤（厳尤）・秩宗将軍陳茂も、劉望の配下に加わっている。劉望は、荊州の更始帝の配下となることを望まず、同年8月には天子を称し、荘尤を大司馬、陳茂を丞相にそれぞれ任命して、新にも更始政権にも属さない独自路線をとることを鮮明にした。
そのため劉望らは、更始政権からは討伐の対象とみなされてしまう。まず更始政権の大司徒劉賜率いる軍の追討を受けたが、劉望はこれを撃退することに成功している。しかし同年10月、劉賜に代わって討伐に来た奮威大将軍劉信には敗北して、劉望・荘尤・陳茂は揃って戦死し、劉望の政権は間も無く滅亡した。